# Уейский, Юзеф
Юзеф Уейский (пол. Józef Ujejski; 8 января 1883, Тарнув — 8 июля 1937, Варшава) — польский историк литературы, педагог, профессор, ректор Варшавского университета (1932—1933).

## Биография
Племянник знаменитого польского поэта — Корнеля Уейского.
Учился в хыровском иезуитском коллегиуме, затем в краковской государственной гимназии. Продолжил образование на филологическом факультете Ягеллонского университета (1901—1906). Через год получил докторскую степень. В последующем, в основном, занимался изучением литературы эпохи романтизма.
С 1917 года начал преподавать в Ягеллонском университете Кракова, где вскоре занял место доцента истории польской литературы, а с 1919 г. — профессора краковского университета. После обретения Польшей независимости, переехал в столицу и стал работать в Варшавском университете заведующим кафедрой истории польской литературы.
С 1921 года — член Варшавского научного общества, с 1922 г. — Польской академии знаний.
В 1932—1933 годах — ректор Варшавского университета. С 1936 г. вице-министр в Министерстве культов и народного просвещения Польской Республики.
В 1936 году награждён «Золотыми академическими лаврами» Польской Академии Литературы.
Похоронен на варшавском кладбище Воинское Повонзки.

## Научная деятельность
Выдающийся польский исследователь эпохи романтизма, особенно философских и интеллектуальных течений этой эпохи и их отражения в литературе, особое внимание сосредоточил на вопросах мистической и философской мысли утопического мессианства.

## Избранные труды
- Główne idee w «Anhellim» Słowackiego (1916),
- Antoni Malczewski. Poeta i poemat (1921),
- Byronizm i skottyzm w «Konradzie Wallenrodzie» (1923),
- O cenę absolutu. Rzecz o Hoene-Wrońskim (1925)
- Dzieje polskiego mesjanizmu do powstania listopadowego włącznie (1931),
- O Konradzie Korzeniowskim (1936).
- Избранное «Romantycy» (1963).